# Balotina
La balotina è un'imbarcazione tipica della laguna di Venezia.
Si tratta di una variante della gondola, di cui riprende la struttura ma con proporzioni diverse. Rispetto alla gondola tradizionale, lo scafo è un po' più stretto e più lungo e di forma più arrotondata.
La propulsione è a remi, a quattro o sei rematori con posizione di voga alla veneta. 
In passato, veniva usata per la caccia e come imbarcazione di ordine pubblico per sgomberare lo spazio acqueo in occasione delle regate. Il nome deriva dal fatto che, per entrambi gli usi, venivano usati come proiettili delle palline (in dialetto balòte) di gesso o di terracotta, sparate da prua per mezzo di un arco appositamente modificato.
La balotina, di cui esistono pochi esemplari, viene ora usata esclusivamente come imbarcazione di rappresentanza, in occasione di celebrazioni, manifestazioni o cerimonie.